# NGC 2802
NGC 2802 (również PGC 26177 lub UGC 4897) – galaktyka eliptyczna (E-S0), znajdująca się w gwiazdozbiorze Raka. Odkrył ją William Herschel 21 marca 1784 roku.